# ۵۹ (پیش از میلاد)
۵۹ (پیش از میلاد) ۵۹مین سال قبل از تقویم میلادی  است.